# Moritz Brasch
Moritz Brasch (geboren 18. August 1843 in Zempelburg/Westpreußen; gestorben 14. September 1895 in Leipzig) war ein deutscher Philosoph jüdischer Herkunft.

## Leben
Brasch gehörte zu den Philosophen, die durch umfangreiche publizistische Tätigkeit die Philosophie allgemeinverständlich machten. Er gab unter anderem die Werke Moses Mendelssohns, Arthur Schopenhauers und Gotthold Ephraim Lessings heraus. Hervorhebenswert ist darüber hinaus die dreibändige Ausgabe Klassiker der Philosophie von den frühesten griechischen Denkern bis auf die Gegenwart.
Brasch war verheiratet mit der Schriftstellerin Frida Warschalkowitsch (1843–1907). Der gemeinsame Sohn Hans (1881–1915) wurde Rechtsanwalt und war in der Leipziger jüdischen Gemeinde als Sekretär tätig. Er gehörte zu den ersten Gefallenen des Ersten Weltkrieges.

## Schriften (Auswahl)
- Benedikt von Spinoza's System der Philosophie nach der Ethik und den übrigen Traktaten desselben in genetischer Entwicklung dargestellt und mit einer Biographie Spinoza's versehen. Berlin: Wruck, 1870.
- Moses Mendelssohn. Lichtstrahlen aus seinen philosophischen Schriften und Briefen nebst Biographie und Charakteristik Mendelssohn's. Brockhaus: Leipzig 1875.

- (Hrsg.): Moses Mendelssohn's Schriften zur Philosophie, Aesthetik und Apologetik : mit Einleitung, Anmerkung und einer biographisch-historischen Charakteristik Mendelssohn's. Leipzig : Voss, 1880, 2 Bände (Nachdruck: Olms: Hildesheim, 1968).
- Die Klassiker der Philosophie von den frühesten griechischen Denkern bis auf die Gegenwart; eine gemeinfaßliche historische Darstellung ihrer Weltanschauung; nebst einer Auswahl aus ihren Schriften. Drei Bände. Greßner & Schramm: Leipzig, 1885.
- Rudolf von Gottschall. Ein literarisches Portrait. Gottwald, Leipzig 1893.
- Leipziger Philosophen. Portraits und Studien aus dem wissenschaftlichen Leben der Gegenwart; mit einer historischen Einleitung: Die Philosophie an der Leipziger Universität vom 15. – 19. Jahrhundert. Weigel: Leipzig, 1894.
- Die Facultäten-Frage und die Stellung der Philosophie an den deutschen Universitäten. Eine kritische Erörterung. Wartig: Leipzig, 1895.
- Wie studiert man Philosophie? Ein Wegweiser für Studierende aller Fakultäten unter Berücks. der neuesten Prüfungsordnungen. 3. Aufl. Rossberg: Leipzig, 1909.